# 巴塞罗那体育俱乐部
巴塞罗那体育俱乐部（Barcelona Sporting Club）是厄瓜多尔瓜亚基尔市的一个足球俱乐部。该俱乐部的足球队现参加厄瓜多尔足球甲级联赛，是该国唯一一支未曾降级的球队。巴塞罗那队是厄瓜多尔实力最强的球队之一，曾13次获得全国冠军。巴塞罗那体育俱乐部成立于1925年，由一个西班牙移民成立，名称是为纪念他的家乡巴塞罗那市。
该俱乐部与西班牙加泰罗尼亚的巴塞罗那足球俱乐部并无直接关联。为表示区别，该俱乐部通常被称为“瓜亚基尔巴塞罗那”（Barcelona de Guayaquil）或“巴塞罗那SC”（Barcelona S.C.）。
除了足球项目外，该俱乐部还拥有篮球、保龄球、拳击、游泳、排球、棒球、橄榄球、田径、网球队。2008年，巴塞罗那体育俱乐部的篮球队获得厄瓜多尔全国篮球联赛冠军。

## 球會榮譽
- 厄瓜多甲級足球聯賽：1960, 1963, 1966, 1970, 1971, 1980, 1981, 1985, 1987, 1989, 1991, 1995, 1997, 2012, 2016, 2020